# وكالة بيت مال القدس الشريف
وكالة بيت مال القدس الشريف هي مؤسسةٌ عربية إسلامية غير هادفة للربح، تأسست عام 1998، بمبادرة من الملك الحسن الثاني رئيس لجنة القدس آنذاك والمنبثقة عن منظمة المؤتمر الإسلامي والتي تبنت هذه المبادرة الهادفة إلى حماية الحقوق العربية والإسلامية في المدينة المقدسة وتعزيز صمود أهلها من خلال دعم وتمويل برامج ومشاريع في قطاعات الصحة، والتعليم، والإسكان، والحفاظ على التراث الديني والحضاري للقدس الشريف مما يتطلب تعبئة الموارد المالية للوكالة، لتمكينها من القيام بهذا الدور. وقد انتقلت رئاسة لجنة القدس إلى الملك محمد السادس، بعد تقلده عرش المملكة المغربية، عام 1999، إثر وفاة والده الراحل الملك الحسن الثاني. حيث حثها في رسالة ملكية إلى المدير العام السابق للوكالة في 29 يوليوز 2008 على التركيز على العمل الاجتماعي الميداني الملموس، الذي يتلازم في الواقع، مع المسار السياسي والقانوني.

## التاريخ
تم إنشاء وكالة بيت مال القدس الشريف عام 1998 كمؤسسة غير ربحية، بمبادرة من الملك الحسن الثاني، رئيس لجنة القدس. وقد تبنت هذه الأخيرة، المنبثقة عن منظمة التعاون الإسلامي، هذه المبادرة الهادفة إلى الحفاظ على الحقوق العربية الإسلامية للمدينة المقدسة وتراثها الثقافي والمساهمة في تحسين الظروف المعيشية لسكانها من خلال تمويل برامج في مجال الصحة والتعليم وتعبئة الموارد المالية للوكالة حتى تتمكن من تنفيذ مهامها.
في عام 2006، أطلقت وكالة بيت مال القدس الشريف برنامج المنح الدراسية للطلاب الفلسطينيين في القدس. يهدف هذا البرنامج إلى تشجيع التميز الأكاديمي ودعم الطلاب الذين يواجهون صعوبات مالية.
في عام 2009، نظمت وكالة بيت مال القدس الشريف، بمناسبة الاحتفال بالقدس عاصمة الثقافة العربية، مهرجان الثقافة الفلسطينية في الرباط، عاصمة المغرب. تضمن هذا المهرجان معارض فنية وعروض أفلام وحفلات موسيقية ومحاضرات.
في عامي 2011 و2012، أطلقت الوكالة في القدس مشاريع نوعية في مجالات التعليم والصحة وترميم مساجد البلدة القديمة والمقابر والزاوية المغربية بميزانية فاقت 12 مليون دولار أمريكي.
في عام 2013، قررت الوكالة إطلاق مشروع لإعادة تأهيل سوق القطانين، أحد الأسواق الرئيسية في البلدة القديمة في القدس، وخصصت ميزانية لتجهيز عيادات المسجد الأقصى داخل باحات الحرم القدسي.
في عام 2014، وقعت وكالة بيت مال القدس الشريف اتفاقية شراكة مع اليونسكو للحفاظ على التراث الثقافي لمدينة القدس.
في عام 2018، دشنت وكالة بيت مال القدس الشريف مشاريع إعادة تأهيل بعض البيوت القديمة، ضمن برنامج الإعمار الطارئ في القدس.
في عام 2020، أطلقت وكالة بيت مال القدس الشريف برنامج دعم للمقاولات الفلسطينية الصغيرة في القدس، والتي تضررت بشدة من جائحة كوفيد 19. يهدف هذا البرنامج إلى مساعدة الشركات على البقاء، مع برنامج خاص لبرامج التنمية البشرية موجه لجمعيات النساء والشباب في القدس.
في فبراير 2022، قررت وكالة بيت مال القدس الشريف والمعهد العالي للإعلام والتواصل وجامعة القدس بشكل مشترك إنشاء جائزة القدس الشريف للتميز الصحفي في مجال الإعلام التنموي مع ميدالية خاصة للشجاعة والإقدام، مخصصة للصحفيين الفلسطينيين الذين قدموا تضحيات من أجل إعلاء راية الحق والحرية والإنصاف.
تبرعت وكالة بيت مال القدس الشريف في سبتمبر 2022 بأجهزة ومعدات إلكترونية لمكتبة المسجد الأقصى. شمل هذا التبرع 20 جهازاً لوحياً و10 أجهزة كمبيوتر محمولة وشاشة تلفزيون كبيرة و3 أجهزة عرض علوية وشاشة عرض وعربة متنقلة.
في عام 2023، أطلقت وكالة بيت مال القدس الشريف احتفالات اليوبيل الفضي بمرور 25 عاماً على إنشائها تحت رعاية الملك محمد السادس.
في يناير 2023، خلال مؤتمر صحفي، أعلنت الوكالة أنها تلقت ما مجموعه 65 مليون دولار من التبرعات خلال 25 عاماً من وجودها: 22.3 مليون من التبرعات من الدول (بما في ذلك المغرب المساهم الرئيسي بنسبة 75٪)، 27.1 مليون من تبرعات المؤسسات و15.5 مليون من الأفراد. كشفت وكالة بيت مال القدس الشريف عن خطة عمل لعام 2023 مقسمة بين مشاريع الدعم الاجتماعي والتعليم والصحة والتنمية البشرية، بميزانية قدرها 3.4 مليون دولار.
في 20 يناير 2023، أبرمت وكالة بيت مال القدس الشريف ووكالة التنمية الرقمية اتفاقية تعاون وشراكة بهدف تحديث أساليب عمل الوكالة ورقمنة إدارتها باستخدام التقنيات والتطورات الرقمية المتاحة في هذا الحقل.
في مارس 2023، قررت وكالة بيت مال القدس الشريف تنظيم معرض للمنتجات الفلسطينية من مدينة القدس، خلال النسخة الأولى من منتدى الاستثمار المشترك بين موريتانيا ومنظمة التعاون الإسلامي. وقد أُعلِن خِلال المنتدى عن منصة DLALA Marketstore للتسويق الرقمي للمنتجات الفلسطينية.
في مارس 2024، أصدر الملك محمد السادس، رئيس لجنة القدس، تعليماته لوكالة بيت مال القدس لتقديم مساعدة غذائية لسكان هذه المدينة المقدسة، تشمل توزيع 2000 سلة غذائية تستفيد منها 2000 أسرة مقدسية، وتقديم 1000 وجبة يوميا لفائدة الفلسطينيين بالمدينة، و إقامة غرفة لتنسيق الطوارئ بمستشفى القدس، كما أصدر تعليماته لإطلاق عملية إنسانية تهم توجيه أزيد من 40 طنا من المواد الغذائية، بما فيها المواد الغذائية الأساسية، عن طريق البر، لفائدة السكان الفلسطينيين في غزة ومدينة القدس الشريف للتخفيف من معاناة السكان الفلسطينيين، لا سيما الفئات الأكثر هشاشة.
مارس 2024 : وكالة بيت مال القدس تحتضن معرضا فنيا للتضامن مع الشعب الفلسطيني
افتتح اليوم الثلاثاء 26 مارس بالرباط، معرض “ترانيم الحروف من الأقصى إلى الأقصى” الذي يضم الخط وفن الحروفية والزخرفة المغربية في فضائل بيت المقدس، وذلك بمقر وكالة بيت مال القدس الشريف بالرباط، بمبادرة من ملتقى الرباط لإحياء الموروث الثقافي والفني.
المعرض المنظم بدعم من وكالة بيت مال القدس الشريف، إلى غاية نهاية شهر رمضان، يضم 21 خطاطا مغربيا من الذين سبق تكريمهم من طرف الملك محمد السادس، من خلال إنجازهم للوحات فنية سواء في فن الخط المغربي أو في فن الحروفية والزخرفة المغربية، تتخذ من القدس الشريف تيمة لها.
وشهد افتتاح المعرض حضور الكاتبة العامة لوزارة الشباب والثقافة والتواصل-قطاع الثقافة، سميرة المليزي، والمدير المكلف بتسيير وكالة بيت مال القدس الشريف، محمد سالم الشرقاوي، إلى جانب ممثلي عدد من البعثات الدبلوماسية المعتمدة بالرباط، الذين قاموا بجولة في أجنحة المعرض، بعد قص الشريط الرمزي للافتتاح.
وينقسم المعرض إلى جناحين؛ جناح خاص تعرض فيه اللوحات المشاركة، والتي سيتم بيعها في نهاية المعرض في مزاد يخصص ريعه لفائدة وكالة بيت مال القدس الشريف، وجناح ثان خاص بالأدوات الفنية التي يستعملها الخطاط خلال إنجازه للوحات، من ورق وحبر وأقلام، إلى جانب مخطوطات وتحف فنية أخرى.
l
في مارس 2024، أشاد المفتي العام للقدس والديار الفلسطينية، خطيب المسجد الأقصى المبارك، الشيخ محمد حسين، بالعمل المتواصل لوكالة بيت مال القدس الشريف الذراع التنفيذية للجنة القدس، برئاسة العاهل المغربي الملك محمد السادس .وأوضح بلاغ لوكالة بيت مال القدس الشريف أن فضيلة المفتي الشيخ محمد حسين، ثمن خلال لقائه مؤخراً في الرباط، المدير المُكلف بتسيير الوكالة محمد سالم الشرقاوي، ما تقدمه المغرب ملكا وحكومة وشعبا لصالح أبناء الشعب الفلسطيني، منوها بالروابط والصلات بين ابناء الشعبين الفلسطيني والمغربي وفي مدينة القدس على وجه الخصوص.
وبتاريخ 24 يونيو 2024 أعطى الملك محمد السادس تعليماته لإطلاق عملية إنسانية تهدف إلى توجيه مساعدات طبية للسكان الفلسطينيين في غزة. وتتكون هذه المساعدات من أربعين طنا من المواد الطبية تشمل، على الخصوص، معدات لعلاج الحروق، والطوارئ الجراحية وجراحة العظام والكسور، وكذا أدوية أساسية، مضيفا أن هذه المواد الطبية موجهة للبالغين، وكذا للأطفال صغار السن.

## عن الوكالة

### الرؤية
المؤسسة العربية الإسلامية الرائدة في الحفاظ على عروبة وإسلامية مدينة القدس الشريف.

### الرسالة
تسعى وكالة بيت مال القدس الشريف إلى الحفاظ على هوية مدينة القدس الشريف وطابعها الديني والثقافي والحضاري من خلال تمويل المشاريع والبرامج التي تدعم وتعزز الوجود العربي والإسلامي فيها بالشراكة والتعاون مع المؤسسات والفعاليات العربية الإسلامية والدولية.

### القيم
تنطلق وكالة بيت مال القدس الشريف في عملها وتوجهاتها من قيم أخلاقية وإنسانية محضة. وهي لا ترتبط بأي اتجاه سياسي أو طائفي أو عرقي. وتؤكد الوكالة علي قيم:
- 1- الأمانة والنزاهة
- 2- الشفافية
- 3- المحاسبية

### الأهداف
حددت أهداف الوكالة في النظام الأساسي على النحو التالي:
1. إنقاذ مدينة القدس الشريف.
2. تقديم العون للسكان الفلسطينيين والمؤسسات الفلسطينية في المدينة المقدسة.
3. الحفاظ على المسجد الأقصى المبارك والأماكن المقدسة الأخرى في المدينة وتراثها الحضاري والديني والثقافي والعمراني وترميمها.

### المشاريع
- دعم عدد من مشاريع القطاعات الاجتماعية.
- مجمع خيري واجتماعي.
- المبادرات المجتمعية للتنمية البشرية المستدامة.
- نظام التعليم والتدريب الموجه للطلاب المقبلين على العمل.
- مركز بيت المقدس للتوثيق والبحوث والدراسات.
- نادي أطفال من أجل القدس.
- مرصد "الرباط" للملاحظة والتتبع والتقويم التابع لوكالة بيت مال القدس.
- منصة "الدلالة" للتجارة الإلكترونية الاجتماعية والتضامنية.

### الشراكات
- حكومة المملكة المغربية.
- المؤسسات الفلسطينية في مدينة القدس.

## آلية عمل الوكالة
هيكلية الوكالة 

يشرف على عمل الوكالة لجنتان وزاريتان وهما:

### المجلس الإداري
ويعنى بمراقبة عمل الوكالة واقرار برنامج عملها وميزانيتها ويتكون هذا المجلس من 16 وزير مالية واقتصاد للدول الأعضاء في لجنة القدس.

### لجنة الوصاية
وتعنى بالسياسات والتوجهات العامة للوكالة وهي تضم خمسة أعضاء اثنان منهم دائمو العضوية وهما المملكة المغربية ودولة فلسطين فيما الثلاثة الآخرون منتخبون لمدة ثلاث سنوات يراعى فيها التمثيل الإقليمي بنسبة منصب لكل من أفريقيا وآسيا والعالم العربي.

### الإدارة
1. المدير العام: على رأس الجهاز التنفيذي للوكالة ويدير عملها وأنشطتها وفق الصلاحيات المخولة له في النظام الأساسي للوكالة يشغل هذا المنصب وزير الأوقاف والشؤون الإسلامية السابق في المملكة المغربية الدكتور عبد الكبير العلوي المدغري، والمعين من طرف الملك محمد السادس رئيس لجنة القدس.
2. الجهاز التنفيذي: يتكون الجهاز التنفيذي للوكالة من فريق من الأطر الإدارية والمهنية موزعين على مقر الوكالة في الرباط ومكتب التمثيل في رام الله.
3. الهيئة الاستشارية للوكالة في القدس: تتألف من عدد من الشخصيات والخبراء ورؤساء المؤسسات في القدس والذين يقدمون خبرات استشارية داعمة وطوعية للوكالة في مجالات اهتمامهم وتخصصاتهم.

### إستراتيجية الوكالة
قام المدير العام بإعداد إستراتيجية عمل للتسع سنوات القادمة استندت على تشخيص دقيق للبيئة الداخلية والخارجية، وحدد على أساسها مسار عمل الوكالة للمرحلة القادمة والقائم على الاستفادة القصوى من عناصر القوة والفرص المتاحة سواء على مستوى تحديث وتطوير الأداء الإداري أو في مجال تنويع وتنمية الموارد المالية للوكالة.

#### برامج الوكالة ومجالات التدخل
حددت أولويات تدخل الوكالة في القطاعات المختلفة اعتماداً على تشخيص وتقييم الاحتياجات لسكان القدس الشريف والذي أعد من قبل جهات أكاديمية وبحثية فلسطينية موثوقة:
- أولا: قطاع الإسكان

تم إدراج القطاعات على أساس حجم إنفاق الوكالة عليها فالإسكان يمثل %50 من حجم إنفاق الوكالة في القدس، يليه التعليم ثم الصحة وأخيراً القطاع الاجتماعي. يستأثر هذا القطاع باهتمام خاص من الوكالة نظرا لحيويته في تثبيت المواطنين على أرضهم في مواجهة إجراءات التهجير والاستيطان وذلك عن طريق:
- 1.دعم وتمويل برامج الإقراض الفردي والجماعي لبناء البيوت والمساكن.
- 2.ترميم وتأهيل البيوت والمساكن القديمة.
- 3.تقديم منح صغيرة لتحسين شروط السكن للفقراء والمهمشين.
- ثانياً: قطاع التعليم

تتلخص أهم الأنشطة في مجال التعليم في ما يلي:
- 1. بناء المدارس وتجهيزها بالمستلزمات التربوية والتعليمية.
- 2. شراء مباني سكنية وتحويلها إلى مدارس.
- 3. تمويل الحصول على رخص بناء المدارس
- 4. تمويل أنشطة متعددة لطلاب المدارس بما في ذلك المخيمات الصيفية ودعم شراء الاحتياجات المدرسية للطلبة الفقراء.
- 5. تقديم منح في مجال التعليم العالي لطلبة القدس في الجامعات المحلية والدولية.
- ثالثاً: قطاع الصحة

تحتل الصحة المركز الثالث في سلم أولويات الوكالة ويتم تنفيذ مشاريع في قطاع الصحة من خلال:
- 1. توفير المعدات والأجهزة والمستلزمات الطبية.
- 2. دعم توسيع وتطوير الخدمات الصحية المقدمة.
- 3. دعم شراء الأدوية والعلاجات.
- رابعاً: القطاع الاجتماعي

وهو قطاع واسع ومتشعب وحددت مجالات التدخل في هذا القطاع في الجوانب التالية:
- 1. الرياضة والشباب.
- 2. تمويل أنشطة ومراكز ثقافية.
- 3. مساعدة المؤسسات التي تعنى بذوي الاحتياجات الخاصة.
- 4. دعم برامج للمؤسسات الخيرية والإنسانية.

#### معايير عامة لاختيار المشاريع
- 1. أن تكون منطقة تنفيذ المشروع داخل حدود مدينة القدس الشريف.
- 2. أن تكون الجهة المستفيدة هي جهة عربية إسلامية.
- 3. أن يلبي المشروع حاجة قائمة وفي نطاق أولويات عمل الوكالة في القدس الشريف.
- 4. أن يكون المشروع قابلا للتنفيذ من حيث الميزانية.
- 5. أن يكون المشروع مستوفياً للشروط الفنية والإدارية لتنفيذه.
- 6. أن تكون الجهة المنفذة والمستفيدة هي إطار مقدسي معروف ويتسم بالمصداقية.
- 7. أن تكون وثائق المشروع مكتملة من حيث البيانات والوثائق الداعمة.
- 8. أن لا يكون هناك تعارض في المصالح أو ازدواجية في التمويل أو التنفيذ.